# The Kite Flyer
The Kite Flyer è il penultimo album registrato in studio da Stephen Schlaks. Orchestra diretta e arrangiamenti realizzati da Vince Tempera. La musica è esclusivamente strumentale.

## Tracce
1. The Kite Flyer – 3:11
2. From Where To Where – 2:50
3. La Boutique De Maud – 2:53
4. Slender Currents – 5:12
5. Ethel's Music – 3:46
6. Charlotte Russe – 2:28
7. For Bambina – 4:02
8. Ladies At Lunch (Trilogy) – 3:09
9. Endless Tenderness – 3:43
10. All Good Things – 4:01